# Dietmar Friedhoff
Dietmar Friedhoff (* 18. Juni 1966 in Hagen/Westfalen) ist ein deutscher Politiker (AfD). Er ist seit 2017 Mitglied des Deutschen Bundestages.

## Leben
Friedhoff absolvierte eine Lehre zum Funkelektroniker und leistete anschließend seinen Grundwehrdienst ab. Nach der Fachhochschulreife begann er ein Studium der Elektrotechnik, das er als Diplom-Ingenieur (FH) abschloss. Er war dann in verschiedenen Unternehmen im Vertrieb tätig, zuletzt als Vertriebstrainer bei Busch-Jaeger. Friedhoff ist Oberstleutnant der Reserve.
Friedhoff ist verheiratet. Aus seiner ersten Ehe hat er zwei erwachsene Töchter.
Nach eigener Aussage war sein Großvater während der Zeit des Nationalsozialismus als Kommunist in einem KZ interniert.

## Politik
Friedhoff trat 2013 in die AfD ein. Er war stellvertretender Vorsitzender des AfD-Kreisverbandes Hannover Land und Beisitzer im Vorstand des AfD-Stadtverbandes Neustadt am Rübenberge. Bis zu seiner Wahl in den 19. Deutschen Bundestag war Friedhoff außerdem im Stadtrat Neustadt am Rübenberge aktiv.
Seit 2017 ist Friedhoff Mitglied des Deutschen Bundestages. Bei der Bundestagswahl 2017 trat er als Direktkandidat im Bundestagswahlkreis Hannover-Land I an, zog aber über die Landesliste Niedersachsen in den Bundestag ein.
Im 19. Deutschen Bundestag ist Friedhoff Obmann des Ausschusses für wirtschaftliche Zusammenarbeit und Entwicklung. Zudem ist er als stellvertretendes Mitglied im Verteidigungsausschuss sowie im Vermittlungsausschuss vertreten.
Bei der Aufstellungsversammlung der AfD Niedersachsen im Dezember 2020 kandidierte er erfolgreich für den 4. Listenplatz für die Bundestagswahl 2021.
Seit 2024 lebt er in Mecklenburg-Vorpommern.
Er kandidierte bei der Landratswahl in Mecklenburg-Vorpommern 2025 im Landkreis Ludwigslust-Parchim.

## Verfassungsschutz
Das Bundesamt für Verfassungsschutz nannte im Jahr 2019 Friedhoff namentlich in seinem Gutachten, welches die Einstufung der AfD als Prüffall begründet. Dort wird seine Aussage zitiert, dass Bundeskanzlerin Angela Merkel das deutsche Volk „auslöschen“ wolle und man dies „radikal“ bekämpfen müsse.